# Pac-Man
Pac-Man – komputerowa gra zręcznościowa wyprodukowana i wydana przez Namco w 1980 roku.
Początkowo wydana jedynie na automaty do gier, z czasem została przekonwertowana na inne platformy: Atari 2600, Commodore 64, Intellivision, Sega Game Gear, Nintendo Entertainment System, Super Nintendo Entertainment System, Game Boya oraz PC. W 2016 wydano konsolę NES Classic Edition, zawierającą fabrycznie zainstalowaną wersję Pac-Mana.
Gra była w większości rozwijana przez pracownika Namco, Tōru Iwatani. Z początku wymowa tytułu brzmiała Pakku-man (jap. パックマン) i była zainspirowana onomatopeiczną frazą paku-paku taberu (jap. パクパク食べる). Później Iwatani postanowił zmienić tytuł na Puck Man.
Tytuł ten nie został przyjęty w anglojęzycznych krajach ze względu na zbyt duże podobieństwo do wulgaryzmu fuck. Stąd zdecydowano się na tytuł Pac-man, który z kolei był bardziej zbliżony do pierwotnego tytułu.

## Rozgrywka
Gracz kieruje żółtą kulką – tytułowym Pac-Manem − poprzez labirynt pełen białych kulek. Warunkiem przejścia do następnego poziomu jest zjedzenie ich wszystkich. Ponadto należy unikać czterech duszków (różowego – Pinky, błękitnego – Inky, czerwonego – Blinky i pomarańczowego – Clyde), które poruszają się w pozornie losowych kierunkach po całej planszy. Trafienie na duszka oznacza utratę jednego życia. Na planszy są także 4 większe kulki, które na krótki czas odstraszają przeciwników i pozwalają na ich zjedzenie. Zjedzenie ducha oznacza dodatkowe punkty, a im więcej duchów zjemy za pomocą jednego "wzmacniacza" tym więcej punktów otrzymujemy. Ze zjedzonych duszków zostają same oczy, które wracają do domku w centrum planszy, gdzie się regenerują. Na planszy pojawiają się też specjalne symbole (zwykle owoce), za zjedzenie których przyznawana jest dodatkowa premia punktowa. Na ekranie znajduje się też specjalny tunel, który łączy dwa brzegi planszy (wchodząc z jednej strony wychodzimy z drugiej). Duchy również mogą korzystać z tunelu, lecz poruszają się w nim prawie dwukrotnie wolniej, co daje Pac-Manowi znaczną przewagę.
Pomimo faktu, że każdy kolejny poziom rozgrywa się na identycznej planszy, poszczególne poziomy różnią się poziomem trudności. Zmieniać się mogą szybkość Pac-Mana i duchów, rodzaj bonusowego symbolu, taktyka wypuszczania duchów z ich domku czy długość trwania okresu "przerażenia" po zjedzeniu wzmacniacza. Na wyższych poziomach wzmacniacz działa tak krótko, że duchów nie można już zjadać (wciąż jednak zmieniają one kierunek po zjedzeniu przez Pac-Mana jednej z 4 większych kulek). Ponadto wszystkie poziomy (poza poziomem 256, patrz niżej) zaczynając od 21 są identyczne.

### Poziom 256. – split screen

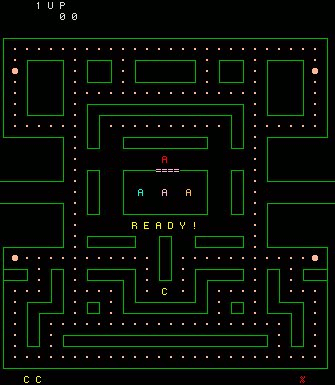
Odwzorowanie głównej planszy

Błąd w podprogramie odpowiedzialnym za wyświetlanie na ekranie owoców powodował błędne wyświetlanie poziomu 256. i uniemożliwiał kontynuowanie gry (tzw. ekran śmierci). Prawa połowa ekranu zajmowana była przez nic nieznaczące symbole, stąd angielska nazwa tego błędu − split screen (split – dzielić, screen – ekran).
Błąd wynikał z faktu, że aktualny poziom gry zapisywany był pod postacią 8 bitów, który może pomieścić wartości z zakresu <0,255>. Kod planszy liczony był od zera, tak więc plansza 256. miała numer 255. Podprogram odpowiedzialny za wyświetlenie owoców powiększał tę liczbę o 1 i jeżeli uzyskana liczba była większa niż 7, przypisywał jej wartość 7. Dla większości poziomów oznaczało to, że liczba była teraz z zakresu od 1 do 7. Wykonywana była pętla, pod koniec której liczba ta była dekrementowana i jeżeli była równa zeru – pętla się kończyła. Na typowej planszy oznaczało to, że pętla wykonywała się od 1 do 7 razy.
Poziom 256. miał kod 255. Ponieważ jest to maksymalna wartość, jaką można zapisać na jednym bajcie, po inkrementacji następowało przekroczenie zakresu liczb całkowitych (używana była architektura 8-bitowa) i uzyskiwała ona wartość 0. Ponieważ była mniejsza od 8, pierwszy test (czy liczba jest mniejsza lub równa 7?) przechodził pomyślnie. Po wykonaniu pierwszego przebiegu pętli następowała dekrementacja liczby, która przekręcała się z powrotem na 255. Nie była równa zero, więc pętla była kontynuowana, wykonując w sumie 256 przebiegów, czyli znacznie więcej od zakładanych maksymalnych siedmiu. W wyniku tego błędu następowało rysowanie owoców poza obszarem na nie przeznaczonym, a i same dane potrzebne przy wyświetlaniu pobierane były spoza przechowującej je tablicy.
Ponieważ na split screenie nie ma wystarczającej liczby kulek (potrzebne są 244), poziom nie może zostać ukończony. Część "śmieci" na prawej stronie planszy to również kulki (w tym kilka niewidzialnych), co więcej odnawiają się one po stracie życia. Jednak nawet posiadanie pięciu dodatkowych żyć nie pozwala osiągnąć wymaganej liczby kulek.

### Duchy
Prawie wszystkie elementy gry są ściśle deterministyczne. Jedynym wyjątkiem jest czas, po jakim bonusowe symbole znikają z ekranu, choć zawsze jest to wartość między 9 a 10 sekund. Twórcy gry zaprojektowali grę tak, aby ataki duchów nadchodziły falami. Często można zaobserwować, tzw. rozproszenie, gdy duchy rozpoczynają patrolowanie swoich narożników mapy, a po chwili wracają do pogoni za Pac-Manem. Pomimo wielu podobieństw każdy duch dobiera inną strategię polowania na Pac-Mana:

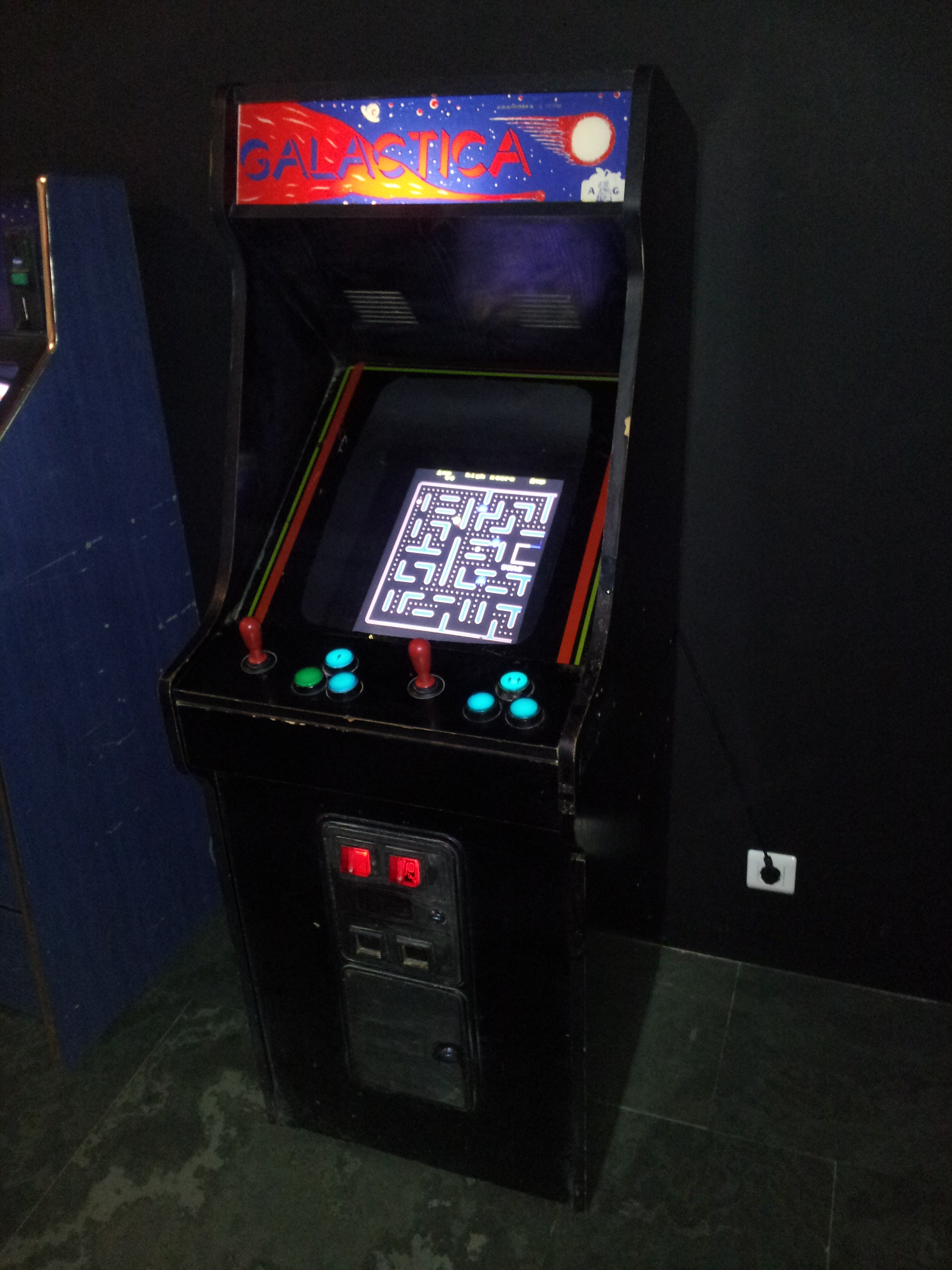
Automat z grą

- Blinky – czerwony duch określany jako "cień" (ang. shadow). Pseudonim ten jest bardzo trafny, jako że Blinky jest uparty i cały czas podąża bezpośrednio za Pac-Manem, niczym jego cień. Co więcej Blinky przyspiesza, gdy Pac-Man zje odpowiednią liczbę kulek (taki przyspieszony Blinky, z nieznanych przyczyn, zwany jest Cruise Elroyem).

- Pinky – różowy duch określany jako "szybki" (ang. speedy). Ten przydomek jednak do niego zupełnie nie pasuje (porusza się z tą samą szybkością co inne duchy), a trafniejszy jest oryginalny przydomek japoński, który oznacza "tego, który atakuje z zasadzki". Istotnie Pinky zawsze stara się być o krok przed Pac-Manem i zmierza tam, gdzie Pac-Man znajdzie się za chwilę. W wyniku tego często "współpracuje" z Blinkym i zachodzi graczowi drogę, podczas gdy ten drugi odcina mu drogę powrotną.

- Inky – błękitny duch określany jako "nieśmiały" (ang. bashful), co znowu nie jest dobrym tłumaczeniem (lepiej pasuje do Clyde’a). Lepszy jest pseudonim japoński, który oznacza "kogoś, kto jest kapryśny". Istotnie Inky jest najbardziej nieprzewidywalnym duchem i jego zachowanie sprawia wrażenie losowego. Jednym razem ściga nas jak Blinky, kiedy indziej blokuje nam drogę zupełnie jak Pinky, a czasami nawet wałęsa się jak Clyde. W rzeczywistości jego taktyka zależy zarówno od pozycji/kierunku patrzenia Pac-Mana, jak i pozycji czerwonego ducha Blink’ego, co sprawia, że decyzje Inky’ego mogą zmieniać się bardzo często i bardzo radykalnie.

- Clyde – pomarańczowy duch określany jako "niemrawy" (ang. pokey lub poky). To określenie jest całkiem poprawne, bo choć Clyde nie porusza się wolniej, to często sprawia wrażenie, że podczas gdy pozostałe duchy ścigają Pac-Mana, Clyde wydaje się wałęsać w innej części labiryntu i zajmować się własnymi sprawami. W rzeczywistości Clyde ma taktykę podobna do Blinky’ego, lecz gdy znajdzie się za blisko Pac-Mana, to nagle zmienia zdanie i tchórzliwie próbuje uciec do swojego narożnika mapy. Lecz gdy tylko Pac-Man wystarczająco się oddali, Clyde znowu rusza w pogoń.

## Rekord świata
Rekord świata, który jest nie do pobicia, gdyż stanowi maksymalną liczbę osiągalnych punktów, ustanowił 3 lipca 1999 Billy Mitchell. Wynosi on 3 333 360 punktów (wszystkie 255 plansz plus maksymalna punktacja na planszy 256). Dokonał tego w ciągu 6 godzin. Podczas bicia rekordu Pac-Man zjadł wszystkie kulki, specjalne kulki, wszystkie przestraszone duszki i premie w postaci owoców. Nie stracił przy tym ani jednego życia.

## Odbiór
Zespół Buckner And Garcia nagrał piosenkę „Pac Man Fever”, w której wykorzystano odgłosy z gry, ponadto zespół Bloodhound Gang nagrał piosenkę „Mope”, w której można usłyszeć ścieżkę dźwiękową Pac-Mana. Powstały również dwa seriale animowane (pierwszy z 1982, drugi z 2013) oraz film fabularny z bohaterem tej gry.
W dniach 21–23 maja 2010 z okazji 30. rocznicy wydania gry, na stronie głównej wyszukiwarki Google została udostępniona darmowa miniwersja oryginalnego Pac-Mana, z planszą w formie specjalnie zaadaptowanego na ten cel loga Google.